# Radešín (okres Žďár nad Sázavou)
Radešín (německy Radeschin) je obec v okrese Žďár nad Sázavou v Kraji Vysočina. Žije zde 127 obyvatel.

## Historie
První písemná zmínka o obci pochází z roku 1453.
| Rok            | 1869 | 1880 | 1890 | 1900 | 1910 | 1921 | 1930 | 1950 | 1961 | 1970 | 1980 | 1991 | 2001 | 2006 | 2013 |
| Počet obyvatel | 150  | 147  | 158  | 138  | 170  | 191  | 182  | 187  | 185  | 165  | 117  | 107  | 110  | 111  | 114  |

## Pamětihodnosti
- Zámek Radešín
- Boží muka na kraji vesnice
- Socha Krista

## Turistika
V obci je provozován Hotel Radešín s kapacitou 76 lůžek. V obci sídlí centrum balónového létání s možností vyhlídkových letů horkovzdušným balónem.

## Galerie

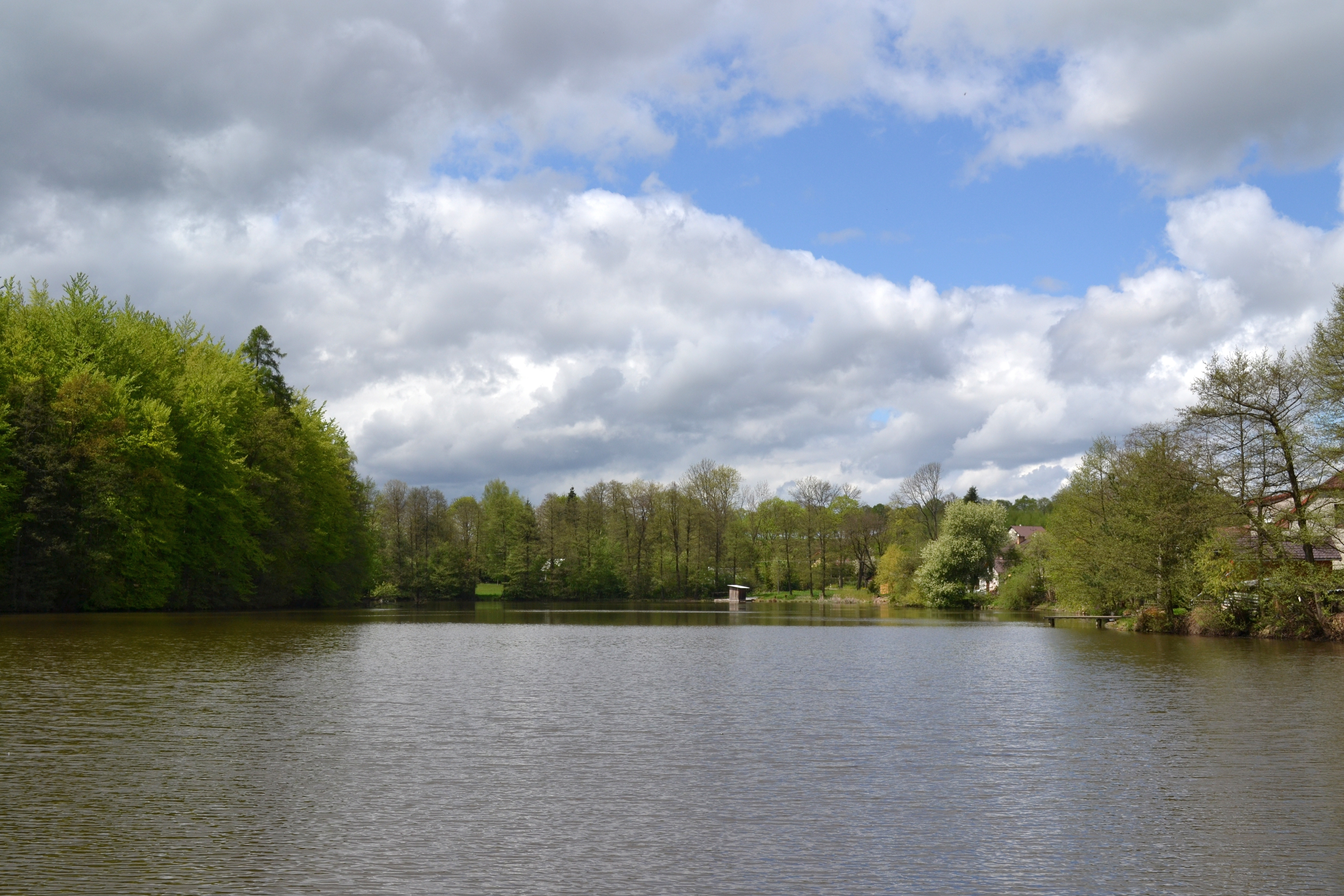
Pivovarský rybník
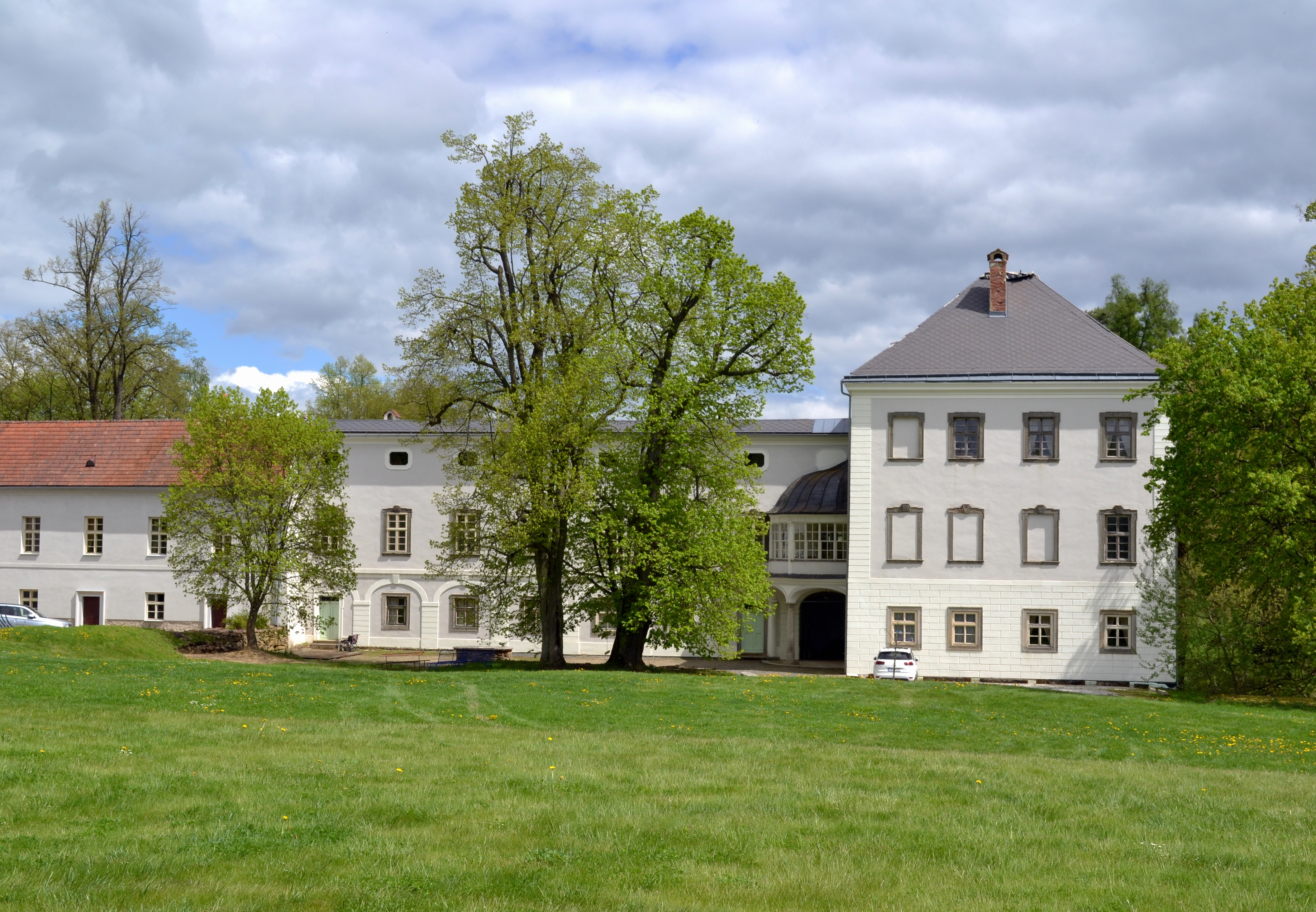
Zámek, západní průčelí
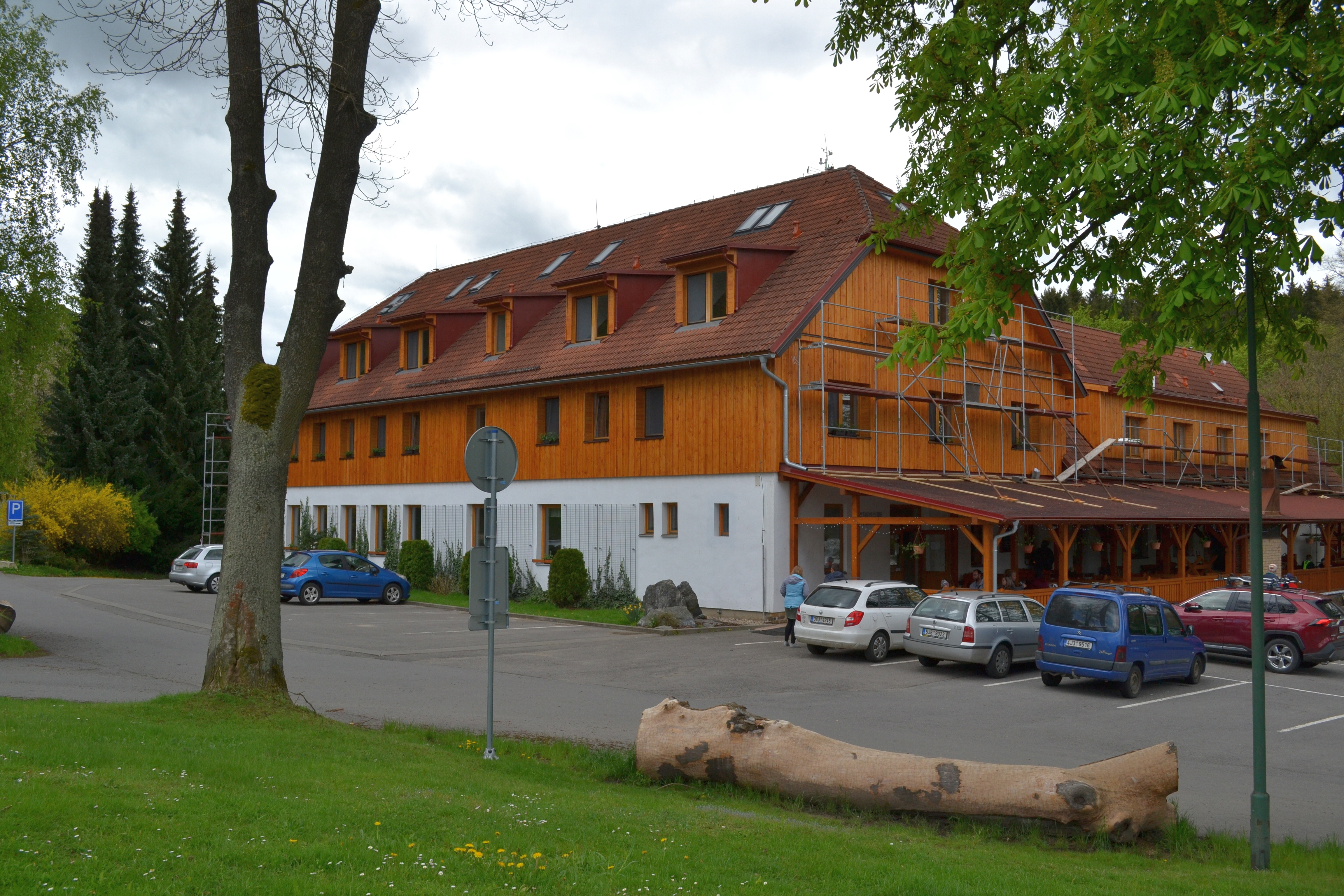
Balónový hotel Radešín
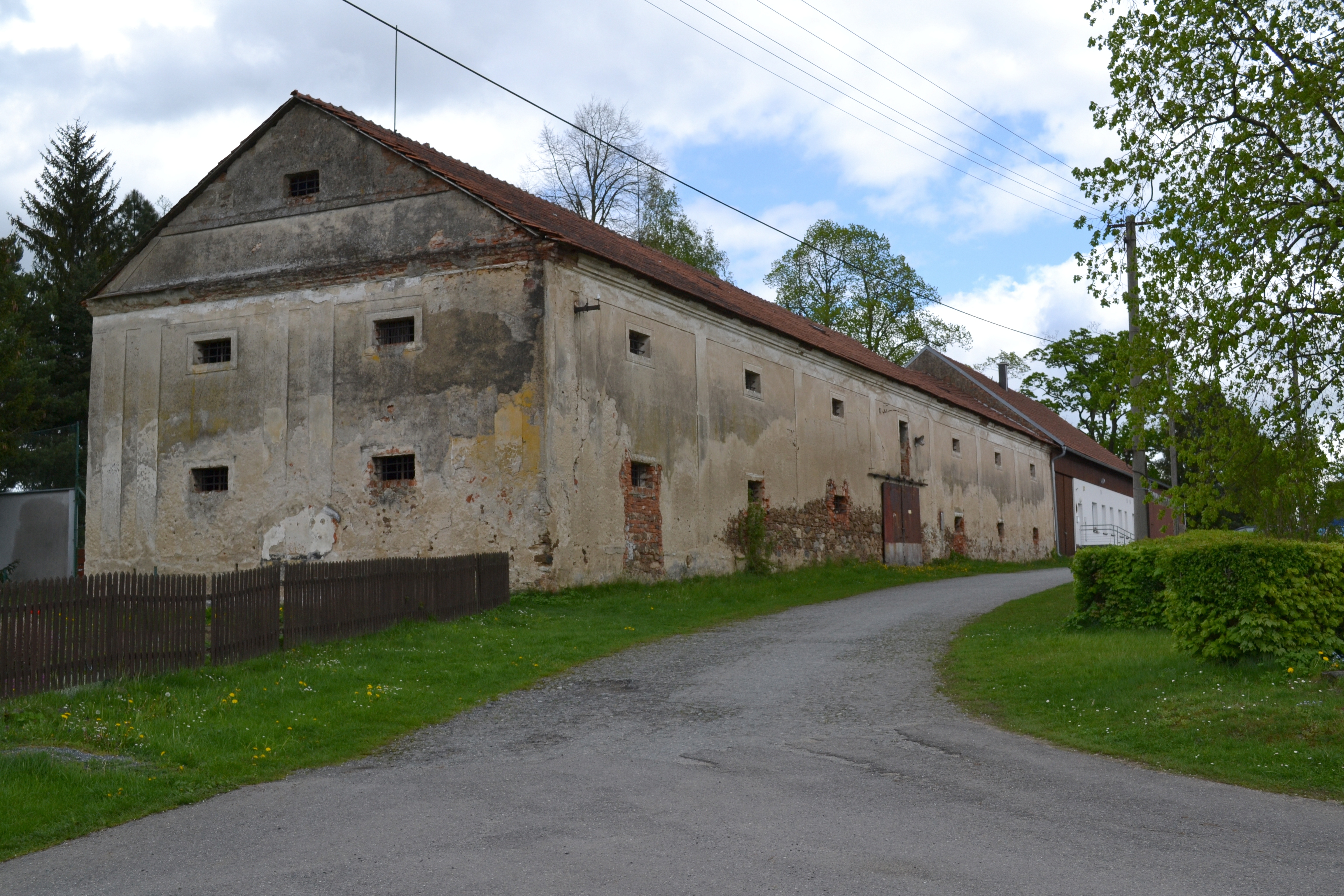
Sýpka
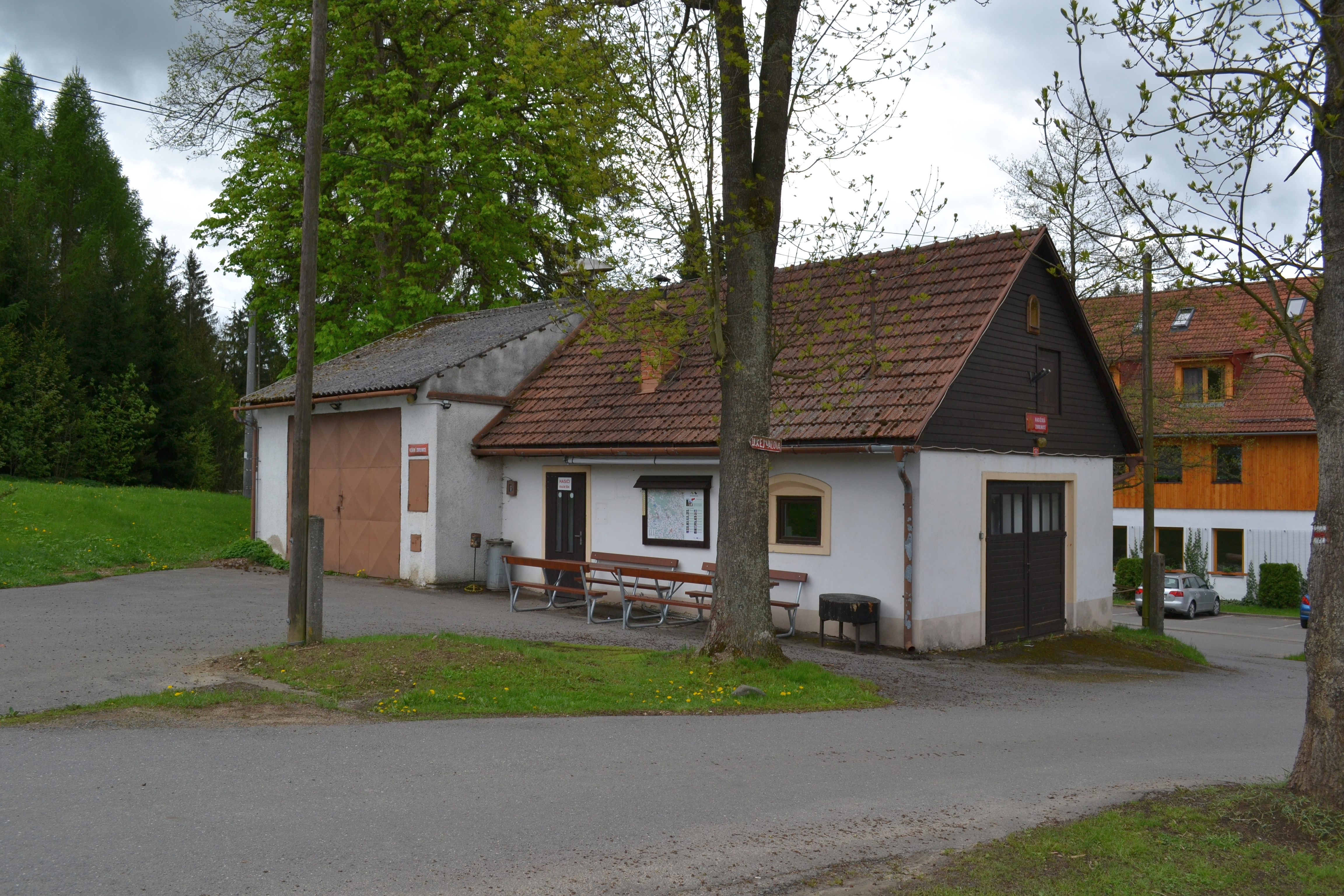
Hasičská zbrojnice
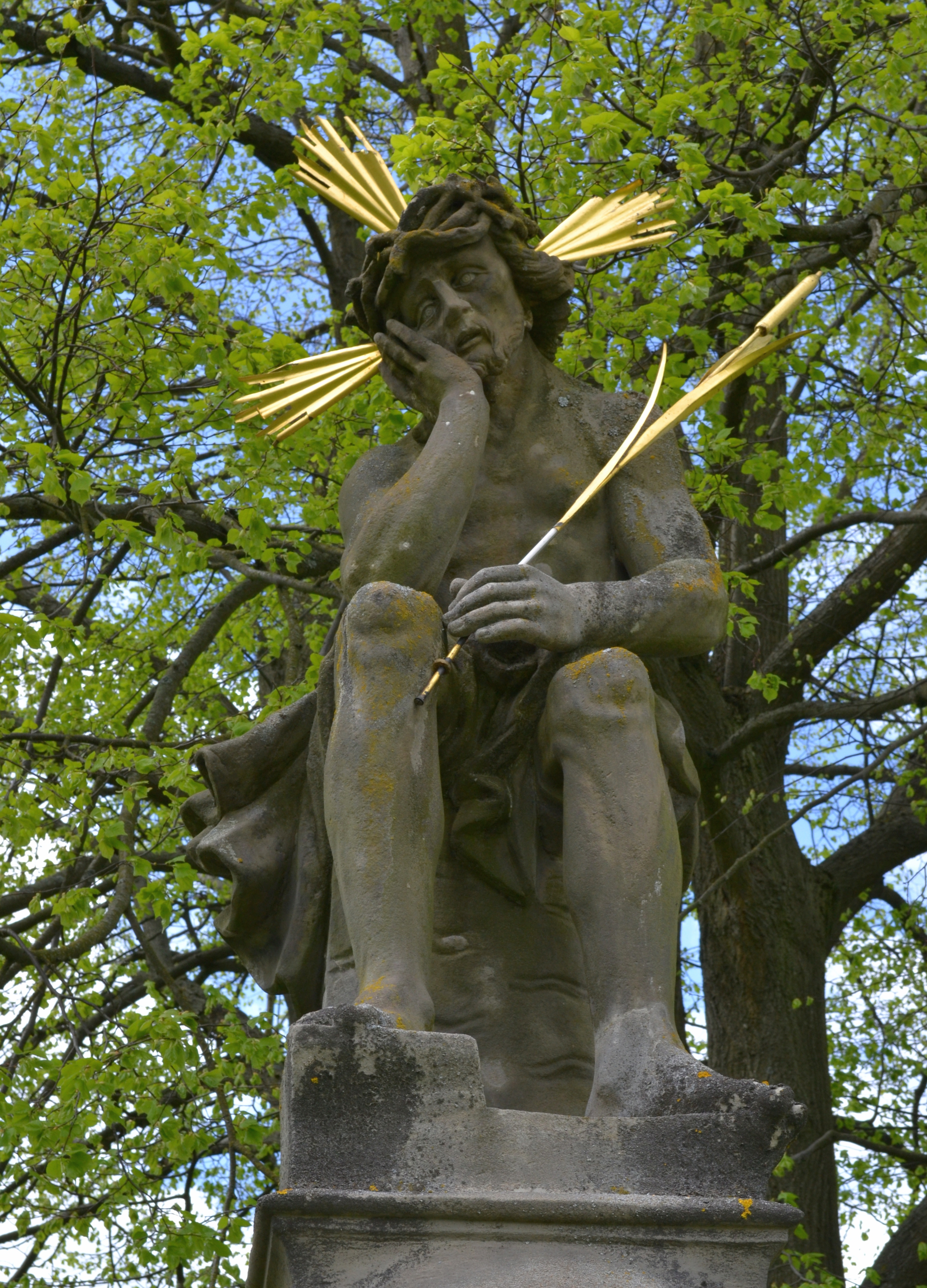
Socha Krista Trpitele
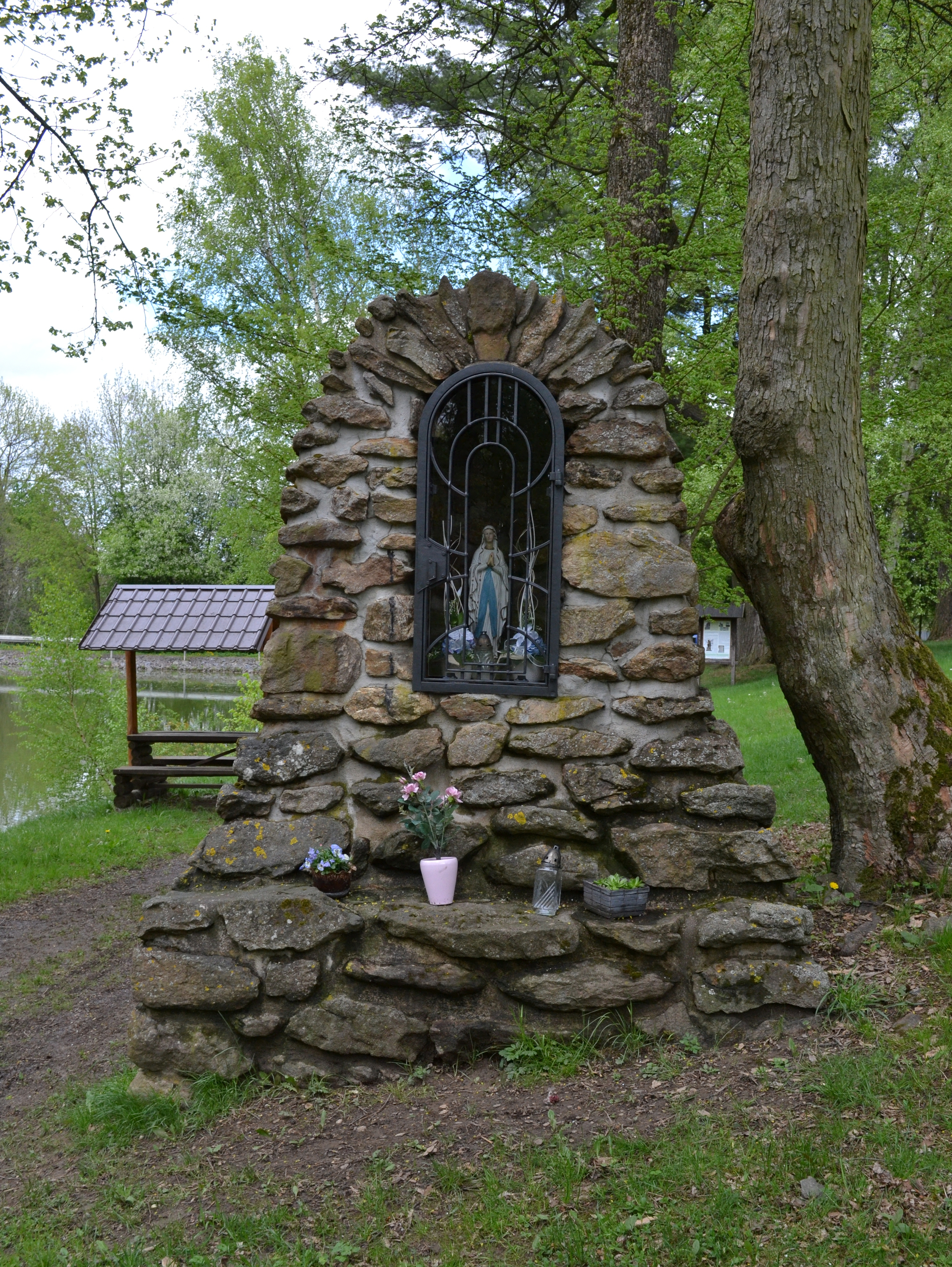
Kaple Panny Marie Lurdské
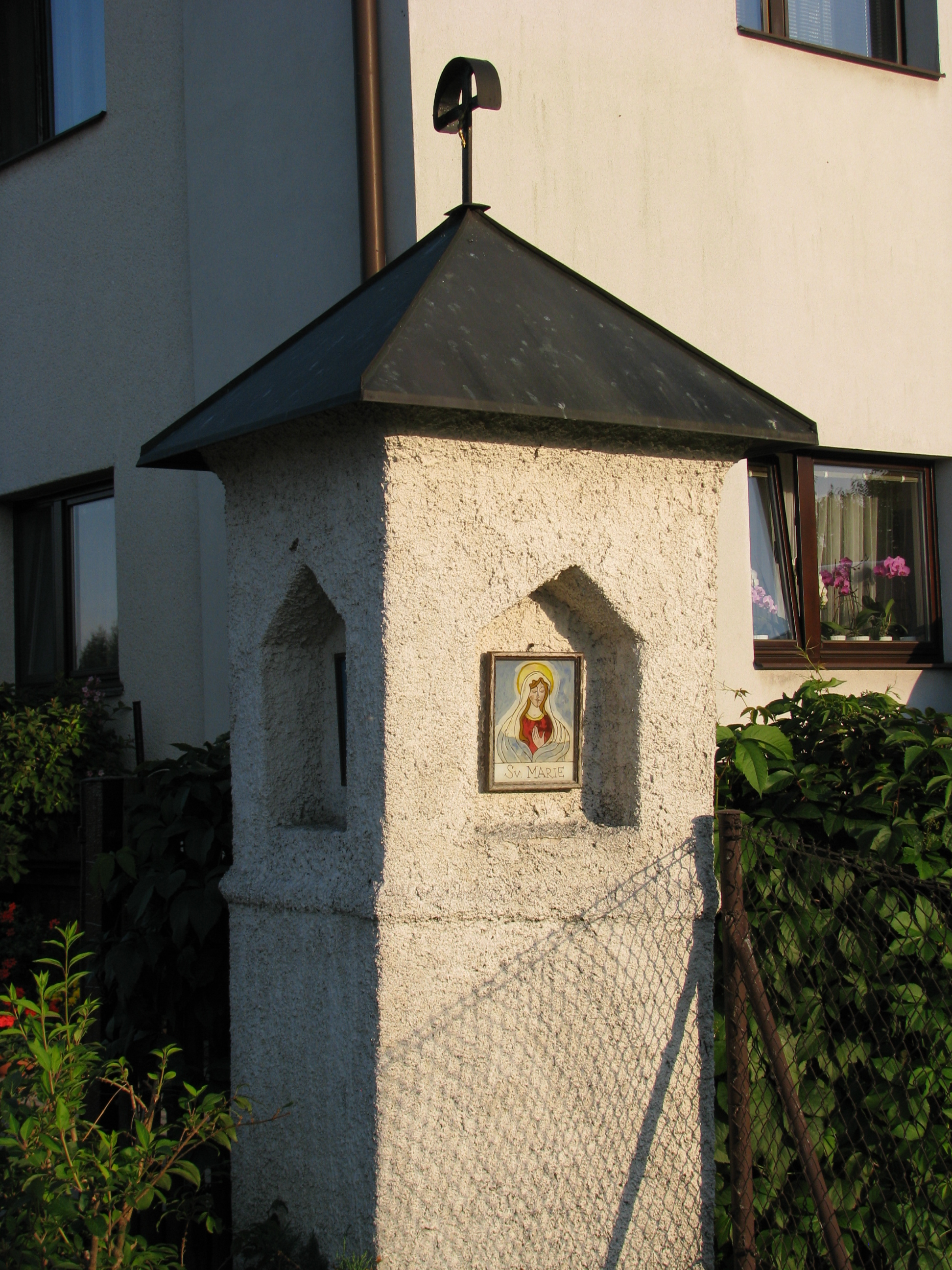
Boží muka